# Dieter B. Herrmann
Pour les articles homonymes, voir Herrmann.

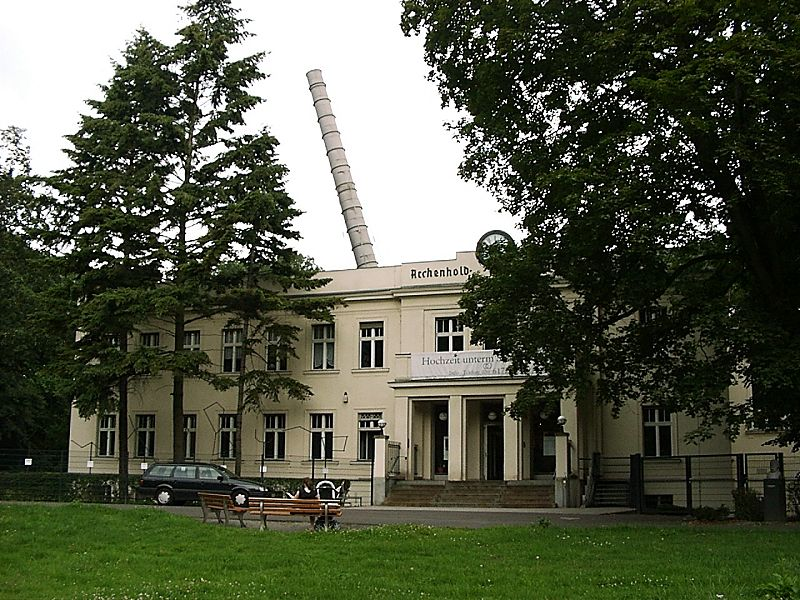
Observatoire Archenhold, 2004

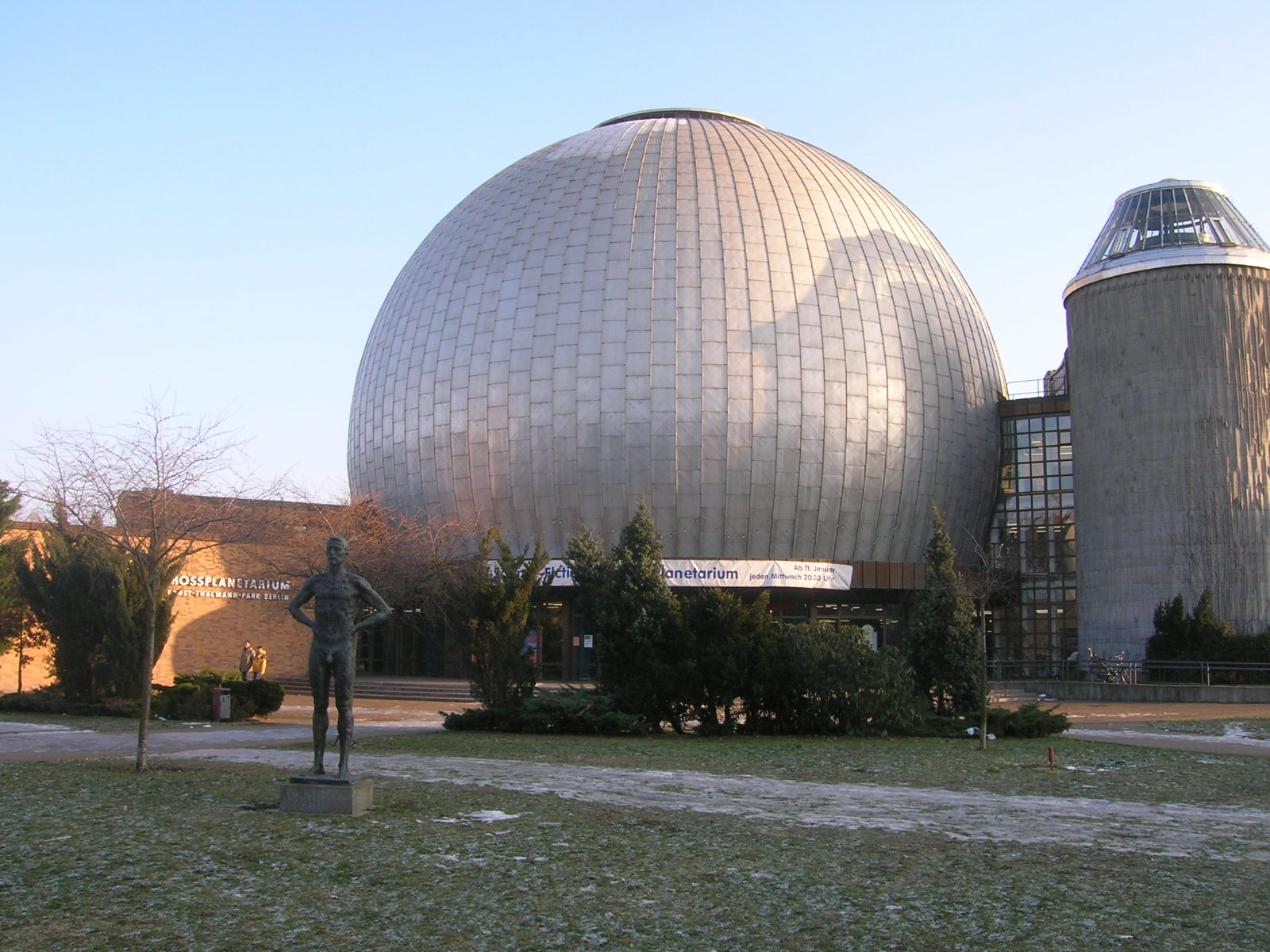
Le grand planétarium Zeiss à Berlin-Prenzlauer Berg, 2006

Dieter Bernhard Herrmann (né le 3 janvier 1939 à Berlin et mort le 25 novembre 2021) est un astronome allemand et auteur de nombreux livres de vulgarisation scientifique sur l'astronomie. Dans ses travaux scientifiques, il s'occupe, entre autres, des premiers développements de l'astrophysique et de l'application des méthodes quantitatives à l'histoire des sciences,

## Biographie
Herrmann étudie la physique à l'Université Humboldt de Berlin de 1957 à 1963. De 1963 à 1969, il travaille au Centre d'État de radioprotection de la RDA (de). En 1969, il obtient son doctorat à l'Université Humboldt sur le thème Die Entstehung der astronomischen Fachzeitschriften in Deutschland (1798–1821). Il dirige l'Observatoire Archenhold à Berlin-Alt-Treptow du 1er novembre 1976 au 30 septembre 2004, succédant à Diedrich Wattenberg (de). En 1986, Herrmann complète son habilitation et est nommé comme professeur honoraire. En 1987, il est directeur fondateur du Grand Planétarium Zeiss à Berlin-Prenzlauer Berg. Il anime également pendant 14 ans l'émission de vulgarisation scientifique « AHA » à la télévision de la RDA, pour laquelle il reçoit à trois reprises le Laurier d'Or de la télévision de la RDA. Le travail d'Herrmann comprend ses nombreuses activités de conférences. Il est l'auteur de 46 livres, de 150 publications scientifiques et d'environ 2 000 publications scientifiques ainsi que des programmes à succès de planétarium Phantastisches Weltall, Sterne, Nebel, Feuerräder, Als der Mond zum Schneider kam, Die große Tour durch die Welt der Planeten (première 1993).
Herrmann est membre de l'Union astronomique internationale, de la Société européenne d'astronomie, de la Société des sciences Leibniz de Berlin, de la Société scientifique de Berlin (de), de la Société astronomique et d'autres associations scientifiques. Il est membre du conseil scientifique de la Société d'étude scientifique des parasciences (de) et du conseil consultatif scientifique du Zeitschrift für Anomalistik publié par la Société d'anomalistique (de). Depuis octobre 2004, Herrmann vit à Berlin en tant que chercheur et auteur indépendant. De 2006 à janvier 2012, il est président de la Société Leibniz (depuis 2007 la Société des Sciences Leibniz à Berlin). Le 27 juin 2012, il est élu au conseil d'administration d'Urania Berlin (de). Le 18 mai 2012, Herrmann est nommé membre honoraire de la Société des planétariums de langue allemande „pour ses mérites extraordinaires dans la transmission des connaissances astronomiques et pour le développement du paysage des planétariums dans le domaine germanophone“
De janvier 2010 à avril 2015, Herrmann donne un aperçu mensuel du ciel étoilé actuel dans sa chronique vidéo Herrmanns Himmelsblicke sur le site Internet du Märkische Oderzeitung. Depuis le 26 septembre 2010, la planète mineure (103460) découverte le 11 janvier 2000 à l' observatoire public de Drebach (Erzgebirge) porte le nom de Dieterherrmann. Le 17 septembre 2019, Herrmann reçoit le célèbre prix Bruno-H.-Bürgel (de) de la Société d'Astronomie pour ses représentations populaires exceptionnelles dans le domaine de l'astronomie dans les médias. Il est membre du conseil consultatif de la Fondation d'études de la Chambre des représentants de Berlin depuis 1994 et est nommé membre du conseil d'administration par son président en 2020. Depuis 2019, il est membre honoraire de l'Observatoire Wilhelm-Foerster (de).
Dieter B. Herrmann est marié à la peintre berlinoise Sabine Heinz depuis 2008

## Travaux (sélection)
- Die Entstehung der astronomischen Fachzeitschriften in Deutschland (1798–1821) (= Veröffentlichungen der Archenhold-Sternwarte, Berlin-Treptow. 5). Archenhold-Sternwarte, Berlin 1972, (Zugleich: Berlin, Humboldt-Universität, Dissertation vom 4. September 1969).
- Geschichte der Astronomie von Herschel bis Hertzsprung. VEB Deutscher Verlag der Wissenschaften, Berlin 1975, (Später als: Geschichte der modernen Astronomie. ebenda 1984; auch englisch bei Cambridge University Press, Cambridge 1984).
- Kosmische Weiten. Geschichte der Entfernungsmessung im Weltall. Johann Ambrosius Barth, Leipzig 1977, (Später als: Kosmische Weiten. Kurze Geschichte der Entfernungsmessung im Weltall. Deutsch, Thun u. a. 1990,  (ISBN 3-8171-1145-2)).
- Vom Schattenstab zum Riesenspiegel. 2000 Jahre Technik der Himmelsforschung. Verlag Neues Leben, Berlin 1978, (4., unveränderte Auflage. ebenda 1989,  (ISBN 3-355-00786-2)).
- Entdecker des Himmels. Urania-Verlag, Leipzig u. a. 1978, (4., überarbeitete Auflage. ebenda 1990,  (ISBN 3-332-00353-4); auch russisch 1981 beim Verlag ‚Mir‘ sowie ungarisch 1981 beim Verlag ‚Gondolat‘)[9]
- Besiedelt die Menschheit das Weltall? (= Akzent-Reihe (de). 50). Urania-Verlag, Leipzig 1981.
- Das Sternguckerbuch. Verlag Neues Leben, Berlin 1981, (4., bearbeitete Auflage. ebenda 1987,  (ISBN 3-355-00021-3)).
- Von Sternen und Feuerrädern. Verlag Junge Welt, Berlin 1981, (Überarbeitete Neuausgabe, als: Planeten, Sterne, Galaxien. Ein Streifzug durch das Weltall. Gerstenberg, Hildesheim 2014,  (ISBN 978-3-8369-5710-6); zahlreiche deutsche Auflagen; auch spanisch bei Liberalia Ediciones, Santiago de Chile 2017 und chinesisch bei Red Dot Wisdom Cultural Development, Beijing 2018).
- Ejnar Hertzsprung. Pionier der Sternforschung. Springer, Berlin u. a. 1994,  (ISBN 3-540-57688-6).
- Sonne, Mond und Sterne. Franckh-Kosmos, Stuttgart 1995,  (ISBN 3-440-06439-5) (2. Auflage: Kosmos, Stuttgart 2003,  (ISBN 3-440-09551-7)).
- Antimaterie. Auf der Suche nach der Gegenwelt. Beck, Munich, 1998,  (ISBN 3-406-44504-7) (4., aktualisierte Auflage: (= Beck'sche Reihe. Wissen. 2104). ebenda 2009,  (ISBN 978-3-406-44504-0)).
- Die Milchstraße. Sterne, Nebel, Sternsysteme. Kosmos, Stuttgart 2003,  (ISBN 3-440-09409-X).
- Astronomiegeschichte. Ausgewählte Beiträge zur Entwicklung der Himmelskunde. Paetec, Berlin u. a. 2004,  (ISBN 3-89818-346-7).
- Sterne der Traumzeit. Reiseminiaturen. Duden Paetec, Berlin u. a. 2005,  (ISBN 3-89818-367-X).
- Weltall und Raumfahrt (= Der Jugendbrockhaus.). Brockhaus, Mannheim u. a. 2007,  (ISBN 978-3-7653-3161-9).
- Die große Kosmos Himmelskunde. Planeten, Sterne, Galaxien – moderne Astronomie ganz verständlich. Kosmos, Stuttgart 2007,  (ISBN 978-3-440-10928-1).
- Astronom in zwei Welten. Autobiographie. Mitteldeutscher Verlag, Halle (Saale) 2008,  (ISBN 978-3-89812-557-4).
- Der Zyklop. Die Kulturgeschichte des Fernrohrs. Westermann, Braunschweig 2009,  (ISBN 978-3-14-100860-9).
- „Ich bin mit jedem Lob einverstanden“. Hanns Eisler im Gespräch 1960–1962. Salier, Leipzig u. a. 2009,  (ISBN 978-3-939611-32-5).
- Sonne, Mond und Sterne. Curis Abenteuer im Weltall (= Kon Te Xis. Arbeitsheft. Jg. 2009, Nr. 1,  (ISSN 1869-9987)). Technischer Jugendfreizeit- und Bildungsverein (tjfbv) e.V., Berlin 2009, (PDF).
- Urknall im Labor. Wie Teilchenbeschleuniger die Natur simulieren. Springer, Berlin u. a. 2010,  (ISBN 978-3-642-10313-1).
- Das Urknall-Experiment. Die Suche nach dem Anfang der Welt. Kosmos, Stuttgart 2014,  (ISBN 978-3-440-14455-8).
- Die Harmonie des Universums. Von der rätselhaften Schönheit der Naturgesetze. Kosmos, Stuttgart 2017,  (ISBN 978-3-440-15263-8).
- avec Christian Gritzner: Beiträge zur Geschichte der Raumfahrt. Ausgewählte Vorträge der Raumfahrthistorischen Kolloquien 1986–2015 (= Abhandlungen der Leibniz-Sozietät der Wissenschaften. 46). trafo Wissenschaftsverlag, Berlin 2017,  (ISBN 978-3-86464-121-3).
- Himmelskunde. Eine Einführung in die Astronomie. Kosmos, Stuttgart 2018,  (ISBN 978-3-440-15837-1).
- avec Gerhard Banse (de), Herbert Hörz (de): 25 Jahre Leibniz-Sozietät der Wissenschaften zu Berlin. Reden der Präsidenten auf den Leibniz-Tagen 1993–2017 (= Abhandlungen der Leibniz-Sozietät der Wissenschaften. 50). trafo Wissenschaftsverlag, Berlin 2018,  (ISBN 978-3-86464-161-9).
- Atlas astronomischer Traumorte. Entdeckungsreisen auf den Spuren der Sternkunde. Kosmos, Stuttgart 2019,  (ISBN 978-3-440-16403-7).
- Astronomie – Bildung – Philosophie. Ausgewählte Vorträge und Aufsätze 2005–2020 (= Abhandlungen der Leibniz-Sozietät der Wissenschaften. 62). trafo Wissenschaftsverlag, Berlin 2020,  (ISBN 978-3-86464-213-5).
- Erde an Mars. Wie die Menschheit das Weltall besiedeln wird. LangenMüller, Munich, 2021,  (ISBN 978-3-7844-3604-3).